# Liste des digimon (A–K)
Cet article est une liste non exhaustive, des lettres A à K, regroupant toutes les espèces de digimon, ainsi que d'autres formes de vies numériques, recensées dans la franchise japonaise Digimon (incluant virtual pets, jeux de cartes, mangas, animes, jeux vidéo et jouets), créée par Akiyoshi Hongo. Dans l'anime, ces créatures sont généralement décrites comme étant des monstres composés de données, résidant dans un univers parallèle nommé le digimonde (ou monde digital). Une nouvelle forme de digimon fait son apparition en 2016, appelée Appli Monster (アプリモンスター, Apuri Monsutā) ; ces créatures sont créées et modifiées à partir d'applications mobiles.

## A

### AeroVeedramon
AeroVeedramon (エアロブイドラモン), également appelé Aero V-dramon, de Air (ἀέρο, Aero) et Veedramon, est un digimon reptilien, de niveau ultime, et de type anti-virus. AeroVeedramon est un dragon bipède musclé et bleu azur, orné d'ailes rouges écarlates. Il possède également un V sur son torse. Parmi les rares espèces de Veedramon, seuls les guerriers vétérans ayant fréquemment combattu peuvent atteindre cette forme. Il pèse 30,0 G dans le virtual pet.
AeroVeedramon apparait dans plusieurs jeux vidéo liés à la franchise Digimon. Dans Digimon Adventure: Anode/Cathode Tamer, il est l'un des digimon capables de résister à d'autres monstres de type vol. Dans Digimon Adventure 02: Tag Tamers, AeroVeedramon se digivolve à partir de Veedramon et peut se digivolver en Goldramon. Dans Digital Monster D-Project, AeroVeedramon se digivolve depuis RedVeedramon, et se digivolve en Goldramon. Dans Digimon World 2, AeroVeedramon se digivolve depuis Airdramon, Flamedramon et Veedramon, et se digivolve en Phoenixmon.

### Aidmon
Aidmon (エイドモン, Eidomon) est un appmon de grade standard, ayant la capacité de guérir les autres grâce à des bandages. Les mauvais patients refusant un traitement seront restreints par ces bandages.

### Ageisdramon
Ageisdramon, ou Aegisdramon (イージスドラモン) est un digimon machine, de niveau méga, et de type cyborg. Il est né de la fusion de Plesiomon et de données de la famille des Seadramon. Selon la légende, son armure, fait de chrome digizoïde doré, purifierait le mal.

### Agnimon
Agnimon, ou Agunimon (アグニモン) est un digimon de niveau hybride, de type anti-virus. Se digivolvant à partir de Flamon, il apparaît pour la première fois dans la quatrième saison de l'anime, Digimon Frontier. Il est un personnage jouable, notamment dans les jeux vidéo Digimon World 2003 (2002) (brièvement par digivolution ADN) et Digimon Rumble Arena 2 (2004).

### Agumon
Agumon (アグモン) est un digimon reptilien, de niveau disciple, et de type anti-virus. Agumon est un petit dinosaure bipède orange. Son nom vient possiblement de aguagu (アグアグ), qui est, en japonais, le son de la morsure. Ses attaques sont : dinoflamme, griffes-attaque. Agumon apparaît dans la quasi-totalité des produits dérivés de la franchise Digimon. Dans les deux premières saisons de l'anime, Digimon Adventure et Digimon Adventure 02, Agumon est le partenaire de Tai Kamiya. Dans le jeu vidéo Digimon World, il est l'un des deux premiers digimon disponibles, l'autre étant Gabumon.

### Airdramon
Airdramon (エアドラモン) est un digimon mythique, de niveau champion, et de type anti-virus. Son nom vient de air et dragon. Il ressemble à un gigantesque et long dragon doté d'ailes géantes,. Ses attaques sont : tornado, draco-vrille,. Il apparaît notamment comme digimon sauvage dans le jeu vidéo Digimon World 2003 (2002).

### Akatorimon
Akatorimon (アカトリモン) est un digimon mammifère, de niveau champion, et de type donnée. Il s'agit d'un digimon de la même espèce que Kokatorimon. Ses attaques sont : regard rubis, akatori-kick. Il apparaît pour la première fois dans le jeu vidéo Digimon World (1999).

### Aldamon
Aldamon (アルダモン) est un digimon démon, de niveau hybride, et de type variable. Se digivolvant à partir d'Agnimon, Aldamon possède des pouvoirs permettant de diriger les flammes à volonté. Son nom est dérivé de Ardhanarishvara, qui signifie « forme fusion d'un dieu » dans la mythologie hindoue. Il combine force bestiale et intelligence humaine.

### Allomon
Allomon (アロモン) est un digimon dinosaure, de niveau cuirassé, et de type donnée. Allomon est une forme de digimon se digivolvant à partir d'Hawkmon à l'aide du digi-œuf du courage. Il est le principal rival de la famille des Tyrannomon. Allomon possède toutes ses forces dans les jambes, qui lui permettent de courir à vive allure et de charger.

### Alphamon
Alphamon (アルファモン) est un digimon chevalier, de niveau méga, et de type anti-virus. Alphamon est l'un des « chevalier royaux » (Royal Knights), qui comptent notamment Omnimon dans ses rangs. Alphamon apparaît dans le film Digital Monster X-Evolution, lorsque Dorugremon est prêt à se faire tuer par Omnimon. Il fait également une très brève apparition dans la sixième saison de l'anime, Digimon Fusion.

### AncientBeatmon
AncientBeatmon (エンシェントビートモン), autrefois appelé AncientBeetlemon, est un digimon insectoïde mythologique, de niveau méga, et de type anti-virus. Possédant des attributs de type tonnerre, il est l'un des dix guerriers ayant sauvé le digimonde dans les temps anciens. Physiquement, AncientBeatmon est un mélange de Lucanidae et de scarabée rhinocéros. La solidité de sa carapace est identique à la résistance du chrome digizoïde. Il apparaît pour la première fois dans le film Digimon Frontier: "Awaken Seraphimon! The Secret of The Ten Legendary Warriors" (2002).

### AncientGarurumon
AncientGarurumon (エンシェントガルルモン, Enshentogarurumon) est un digimon mammifère mythologique, de niveau méga, et de type donnée. Il peut se digivolver à partir de MetalGarurumon, WereGarurumon et Wolfmon (dans Digimon Frontier: Battle Spirit). Il apparaît pour la première fois dans le film Digimon Frontier: "Awaken Seraphimon! The Secret of The Ten Legendary Warriors" (2002). Possédant des attributs de type lumière, il est l'un des dix guerriers ayant sauvé le digimonde dans les temps anciens.

### AncientGreymon
AncientGreymon (エンシェントグレイモン, Enshentogureimon) est un digimon dragon mythologique, de niveau méga, et de type donnée. Il peut se digivolver à partir de Agnimon, MetalGreymon et WarGreymon. Possédant des attributs de type feu, il est l'un des dix guerriers ayant sauvé le digimonde dans les temps anciens. Il apparaît pour la première fois dans le film Digimon Frontier: "Awaken Seraphimon! The Secret of The Ten Legendary Warriors" (2002). Il apparaît pour la première fois dans le film Digimon Frontier: "Awaken Seraphimon! The Secret of The Ten Legendary Warriors" (2002).

### AncientIrismon
AncientIrismon (エンシェントイリスモン, Enshentoirisumon), ou AncientKazemon dans la version nord-américaine, est un digimon volatile mythologique, de niveau méga, et de type donnée. Possédant des attributs de type vent, il est l'un des dix guerriers ayant sauvé le digimonde dans les temps anciens. Il apparaît pour la première fois dans le film Digimon Frontier: "Awaken Seraphimon! The Secret of The Ten Legendary Warriors" (2002).

### AncientMegatheriumon
AncientMegatheriumon (エンシェントメガテリウモン, Enshentomegateriumon) est un digimon mammifère mythologique, de niveau méga, et de type donnée. Possédant des attributs de type glace, il est l'un des dix guerriers ayant sauvé le digimonde dans les temps anciens. Il apparaît pour la première fois dans le film Digimon Frontier: "Awaken Seraphimon! The Secret of The Ten Legendary Warriors" (2002).

### AncientMermaidmon
AncientMermaidmon (エンシェントマーメイモン, Enshentomermaimon) est un digimon marin, de niveau méga, et de type donnée. Possédant des attributs de type glace, elle est l'un des dix guerriers ayant sauvé le digimonde dans les temps anciens. Selon la légende, plusieurs îles et continents auraient été effacés par la furie d'AncientMermaidmon. Elle apparaît pour la première fois dans le film Digimon Frontier: "Awaken Seraphimon! The Secret of The Ten Legendary Warriors" (2002).

### AncientSphinxmon
AncientSphinxmon (エンシェントスフィンクモン, Enshentosphinkmon) est un digimon démon, de niveau méga, et de type virus. Possédant des attributs de type ténèbres, elle est l'un des dix guerriers ayant sauvé le digimonde dans les temps anciens. Originaire des temps anciens, il est l'opposé total d'AncientGarurumon. Il règne en maître sur la destruction et l'annihilation de tous les êtres vivants. Physiquement, il ressemble à un sphinx noir aux yeux rouges écarlates.
Il se digolve depuis Cerberumon.

### AncientTroiamon
AncientTroiamon (エンシェントトロイアモン, Enshentotoroiamon) est un digimon non-identifié, de niveau méga, et de type donnée. Possédant des attributs de type bois, il est l'un des dix guerriers ayant sauvé le digimonde dans les temps anciens.

### Andromon
Andromon (アンドロモン, Andoromon) est un digimon androïde, de niveau champion, et de type donnée et antivirus. Andromon est à la base un prototype de digimon androïde, ; l'Andromon mécanique et le Boltmon organique ont été fabriqués en même temps. Cette technologie est appropriée pour MetalGreymon et Megadramon. Il ne ressent aucune émotion, et n'obéit qu'aux ordres de son logiciel. Ses attaques sont : lame lumière, pistolet-mitrailleur.

### Angemon

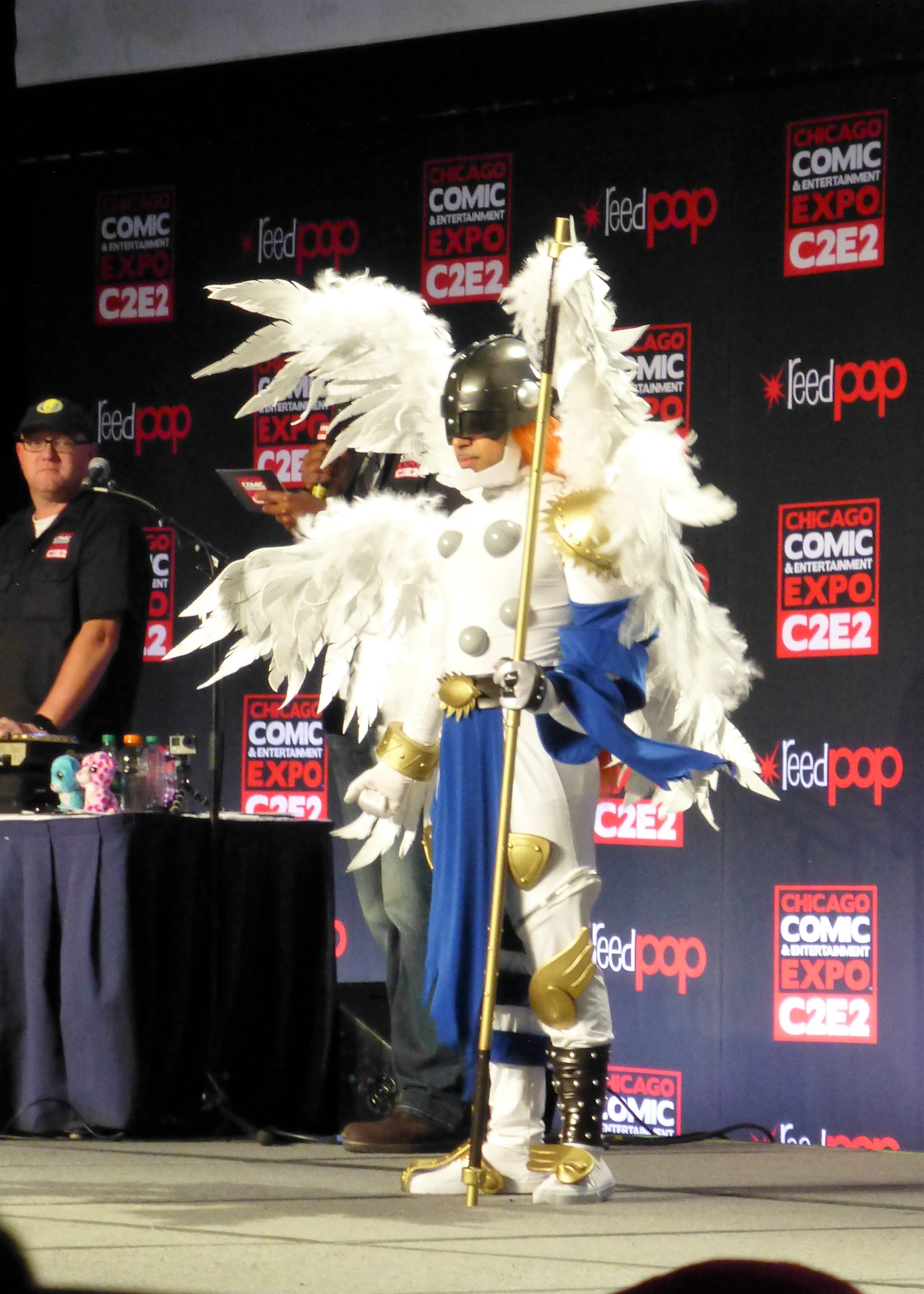
Cosplay d'Angemon.

Angemon (エンジェモン, Enjemon) est un digimon angélique, de niveau champion, et de type antivirus. Il ressemble à un ange blanc doté de six ailes étincelantes. Angemon amène la joie après ses combats contre le mal, qu'il annihile sans laisser de trace. Angemon apparaît dans divers produits dérivés tels que l'anime et les jeux vidéo. Dans les deux premières saisons de l'anime, Digimon Adventure et Digimon Adventure 02, Angemon est la digivolution de Patamon, la partenaire de T.K. Ses attaques sont : lance angélique, main du destin. Dans les jeux vidéo, Angemon est un personnage jouable notamment dans Digimon World (1999), Digimon World 2 (2000), Digimon World 2003 (2002), et Digimon Rumble Arena 2 (2004).

### Angewomon
Angewomon (エンジェウーモン, Enjeūmon) est un digimon angélique, de niveau ultime, et de type antivirus. Dans les deux premières saisons de l'anime, Digimon Adventure et Digimon Adventure 02, Angewomon est la digivolution de Gatomon, le partenaire de Kari Kamiya. Dans les jeux vidéo, Angemon est un personnage jouable notamment dans Digimon World 2 (2000), Digimon World 2003 (2002), et Digimon Rumble Arena 2 (2004). Ses attaques sont : charme divin, arc céleste,.

### Ankylomon
Ankylomon (アンキロモン, Ankiromon) est un digimon dinosaure, de niveau cuirassé, et de type antivirus. Comme son nom le laisse imaginer, il s'agit d'un ankylosaure recouvert d'une carapace épaisse. Grâce à celle-ci, les charges de ce digimon sont massive et destructrices. En plus de sa cuirasse impénétrable, il a aussi de solides protubérances émergeant de toutes parts, ce qui rend ses charges extraordinairement destructrices. En tant qu'herbivore, il n'est pas agressif, mais il ne se laisse pas intimider face au danger. Ceux qui subissent ses terribles coups de fléau voient leurs données altérées de sorte qu'ils soient marqués à jamais. Il apparaît dans la deuxième saison de l'anime, Digimon Adventure 02 (2000), comme hyperdigivolution d'Armadillomon, partenaire de Cody. Ses attaques sont : charge mégatonne, fléau tournoyant.

### Antylamon
Antylamon (アンティラモン, Antiramon), aussi appelé Andiramon, est un digimon mammifère, de niveau ultime, et de type donnée.
Antylamon possède un aspect basé sur le lapin, et ressemble donc à un grand lapin anthropomorphe d'environ trois mètres de haut, se tenant debout et vêtu de blanc et marron, avec des yeux rouges et des cornes sur le front. Son genre a posé certains problèmes : considéré comme un digimon mâle dans la version originale japonaise, elle est devenue femelle dans les versions américaine et française. Ses attaques sont : brabombe, méditation transcendantale (cartes VF accompagnées du film Digimon, le film).

### Anubismon
Anubimon (アヌビモン) est un digimon mythologique, de niveau méga, et de type donnée. Comme le suggère son nom, Anubimon vient du Dieu égyptien Anubis. Il est le gardien de la dark area (littéralement « zone sombre »), un endroit dans lequel les données des digimon expirés ou morts sont transmis. Concernant les données des digimon maléfiques, Anubimon les transfère dans une espèce de purgatoire, tandis que les données des bons digimon sont retransmis sous forme de digi-œufs. Il apparaît pour la première fois dans la quatrième saison de l'anime, Digimon Frontier (2002).

### Apemon
Hanumon (ハヌモン), également appelé Apemon en Occident, est un digimon animal, de niveau champion, et de type antivirus. Ses attaques sont : fourrure métallique, méga massue.

### Apocalymon
Apocalymon (アポカリモン, Apokarimon), aussi translitéré Apoclymon, ou Apokarimon, est un digimon non-identifié, de niveau méga, et de type virus. Il s'agit d'un mystérieux digimon nourri par les pensées négatives. Bien que les raisons de son métabolisme soient encore inconnues, il tente de faire retourner le digimonde à l'état de poussière. Selon une théorie, Apocalymon serait issu d'un livre de prophéties anciennes.

### Apollomon
Apollomon (アポロモン, Aporomon) est un digimon humanoïde, de niveau ultime, et de type antivirus. Il possède des pouvoirs de type énergie solaire. Il apparaît dans le jeu vidéo Digimon Story: Sunburst and Moonlight (2009).

### Aquilamon
アクィラモン (Akwiramon) est un digimon volatile, de niveau champion, et de type donnée. Aquilamon est un oiseau géant doté de deux cornes imposantes. Appelé « Grand aigle du désert », et bien qu'il puisse voler à une vitesse supersonique, ses yeux lui permettent de localiser ses ennemis sur de grandes distances. Ses cornes, lorsqu'il charge brutalement montrent une grande solidité. Même si la plupart des Digimons Volatiles sont brutaux, Aquilamon respecte la hiérarchie et obéit toujours aux ordres du maître auquel il a prêté allégeance. Ses coups spéciaux sont de charger son ennemi avec ses cornes depuis le ciel (cornes célestes) et de tirer des rayons circulaires avec un rugissement semblable au tonnerre (explo-laser).
Il apparaît dans la deuxième saison de l'anime, Digimon Adventure 02 (2000), comme hyperdigivolution de Hawkmon, partenaire de Yolei. Ses attaques sont : cornes célestes, explo-laser.

### Arbormon
Arbormon (アルボルモン, Aruborumon) est un digimon cyborg, de niveau hybride, et de type variable. Il possède les pouvoirs du bois et es gestes sont étonnamment archaïques. Il ne laisse transparaître aucune émotion faciale, celle-ci étant figée. Lors d'un combat, il peut contrôler son adversaire comme une marionnette. Bien que sa peau soit invulnérable au feu, ce n'est pas le cas pour certaines de ses parties externes faites à base de bois.

### Archelomon
Archelomon (アーケロモン, Ākeromon) est un digimon reptilien, de niveau cuirassé, et de type donnée. Ayant l'apparence d'une tortue préhistorique, il se digivolve à partir du digi-œuf de la sincérité. Ses nageoires ressemblent à de larges lames de rasoir. Il n'est pas particulièrement véloce dans l'eau, mais la forme de ses nageoires et l'épaisseur de sa carapace dissuade généralement l'ennemi de l'attaquer. Ses attaques sont : tourbillon océanique, nageoire rasoir.

### Algomon
Algomon (アルゴモン, Arugomon) est un digimon mutant, de niveau ultime, et de type virus.

### Arkadimon
Arkadimon (アルカディモン, Arukadimon) est le nom de plusieurs digimon possédant le même cycle de digivolution. Le stade bébé de ce digimon (Arukadimon Younenki) a été artificiellement créé à partir de différents digimon. Il apparaît pour la première fois dans le manga Digimon Adventure V-Tamer 01, et plus tard dans l'application pour smartphone Digimon Collectors. À partir du niveau disciple, le digimùon peut absorber les données des adversaires qu'il a tué. Au niveau champion, il absorbe les données de ses adversaires jusqu'à ne plus pouvoir bouger. Il se digivolve au niveau ultime après avoir converti de l'énergie de lumière en énergie des ténèbres. Selon les rumeurs, le niveau méga d'Arkadimon devient une véritable menace pour le digimonde.

### Armadillomon
Armadillomon (アルマジモン, Arumajimon) est un digimon mammifère, de niveau disciple, et de type antivirus. Son corps est protégé par de solides ostéodermes. Il est gentil et bienveillant, mais peut vite se vexer si négligé. Comme Veemon et Hawkmon, Armadillomon descend d'une espèce antique, ce qui le rend capable d'effectuer des digivolutions cuirassées.

### Armageddemon
Armagemon (アーマゲモン), ou Armagemon au Japon, est un digimon non identifié, de niveau méga, et de type virus. Il est né des rejetons de Diaboromon qui ont fusionné en masse, causant une mutation. Diaboromon a la capacité de créer beaucoup de copies de lui-même, mais ils sont caractérisés par une puissance moindre que celle de l'original. Cependant, en produisant des bébés en masse et en les fusionnant, il ne disperse pas ses pouvoirs mais parvient à en concentrer plus que Diaboromon.
Il apparait pour la première fois dans le film Digimon Adventure 02: Diablomon Strikes Back (2001).

### Armormon
Armormon en Occident, ou Modèle:Assaultmon, est un digimon cyborg de niveau ultime et de type virus. Il apparait pour la première fois le jeu vidéo Digimon World 2003 (2002).

### Arukenimon
Archnemon (アルケニモン, Arukenimon), ou Arukenimon en Occident, est un digimon inectoïde, de niveau ultime, et de type virus. Archnemon, vicieuse et très intelligente, est la reine des Dokugumon. Elle a la capacité de se transformer en « humaine », ce qui lui permet de se rapprocher de ses ennemis sans les alerter afin de les dévorer. De plus, à cause de son impulsivité et de sa férocité, la plupart des digimons en ont peur. Ses attaques sont : arachno-attaque, veuve noire.
Elle apparaît pour la première fois dans la deuxième saisonde l'anime, Digimon Adventure 02 (2000), comme serviteur d'Oikawa, aux côtés de Mummymon.

### Aruraumon
Aruraumon (アルラウモン), ou Alraumon en Occident, est un digimon plante, de niveau disciple et de type virus. Il ressemble en tout point à Palmon. Selon le Digimon Reference Book, Aruraumon ouvre ses bras et la fleur qu'il a sur la tête pour effectuer de la photosynthèse à minuit. Ses attaques sont : poison nemesis, poussière ténèbres,.
Aruraumon apparait comme digimon sauvage dans le jeu Digimon World (1999). Il apparait également comme personnage jouable dans Digimon World: Next Order (2017), se digivolvant à partir de Tanemon.

### Astamon
Astamon (アスタモン, Asutamon) est un digimon démon, de niveau ultime, et de type virus. Il est le prince de la Dark Area à la tête d'une légion de digimon démons. Il démontre une cruauté sans pareil envers ses ennemis et amical envers ses alliés, et, de par son charisme, gagne le respect de bon nombre de digimon démons. Les balles qu'il tire possèdent leur propre personnalité et chasseront l'ennemi jusqu'à ce qu'il soit tué.

## B

### Babamon
Babamon (ババモン) est un digimon préhistorique, de niveau méga, et de type donnée. Selon les rumeurs, il s'agirait d'une Rosemon qui aurait été touchée par un malédiction et qui se serait retrouvée sous cette forme. Ses attaques sont : coup de balai, bababrume,.

### Babydmon
Babydmon (ベビドモン, Bebidomon) est un digimon dragon, de niveau entrainement. Un jeune dragon qui abrite en lui les vestiges d'une ère obscure. Récemment découvert, il est le résultat de l'analyse de données perdues, codées avec un ancien programme. Il est petit mais féroce, et se défend en projetant un gaz à haute température généré par ses entrailles, qu'il a découvert de manière totalement fortuite. Ce gaz chaud est dangereux car il contient un composant irritant : « Outre la chaleur, il est recommandé de vous laver immédiatement à l'eau si cela pénètre dans les yeux. » Il apparait pour la première fois dans le jeu vidéo Digimon World Championship (2007).

### Baihumon
Baihumon (バイフーモン, Baihūmon) est un digimon animal mythique, de niveau méga, et de type antivirus. Il est l'un de quatre souverains digimon qui protègent le digimonde, et gardien de l'ouest. C'est un être mythique qui, tout comme les autres bêtes impériales, aurait une puissance divine. De plus, bien qu'il soit le plus jeune du groupe, c'est le plus puissant. Son immortalité et ses pouvoirs proviennent de ses douze digicores. Baihumon est un être neutre tout comme Qinglongmon, il est presque impossible de s'en faire un allié.

### Bakemon
Bakemon (バケモン) est un digimon fantôme, de niveau champion, de type virus. Son nom dérive du mot japonais Bakemono (化け物（バケモノ）), qui signifie spectre ou monstre. Bakemon est un spectre vicieux né dans la Dark Area. En tant que fantôme, sa puissance est faible, mais à cause de sa composition virale, la légende dit qu'il peut faire griller les ordinateurs qu'il infecte. Tout ce qui est sous son corps drapé est un mystère, cependant, la rumeur dit qu'il n'y a qu'un trou noir. À cause de sa faiblesse, il n'attaque jamais directement mais est passé maître dans le domaine des malédictions et des attaques à distances. Ses attaques sont : griffe zombie, maléfice. Bakemon apparait dans la première saison de l'anime Digimon Adventure (1999). Il apparait aussi comme personnage jouable dans le jeu vidéo Digimon World (1999).

### Ballistamon
Ballistamon (バリスタモン) est un digimon machine, de niveau inconnu. Ballistamon est un coléoptère possédant une solide armure. Il est d'apparence guerrier, mais préfère la paix au conflit ; il n'hésitera cependant pas à riposter s'il est attaqué. Son attaque, haut-parleur sismique, projette de puissantes ondes soniques. Il apparait pour la première dans la sixième saison de l'anime, Digimon Fusion (2010).

### BanchoLeomon
BanchoLeomon (バンチョーレオモン, Banchōreomon) est un digimon mammifère, de type méga. Dans la cinquième saison de l'anime, Digimon Savers (2006), BanchoLeomon est le partenaire de Suguru Daimon.

### Baronmon
Ses attaques sont : dance météor, crinière de feu.

### Bearmon
Bearmon (ベアモン, Beamon), appelé Kumamon dans Digimon World 2003, est un digimon mammifère, de niveau disciple, de type antivirus. Bien que d'apparence timide, il n'a aucun mal à se socialiser avec les autres digimon. Sa capacité au combat rapporché est surprenante. Il fait sa première apparition en 2002 dans le film Digimon Frontier: Revival of the Ancient Digimon!!.

### Beelzemon
Beelzebumon (ベルゼブモン, Beruzebumon), appelé Beelzemon en Occident, mais aussi Belzebmon, est un digimon maléfique, de niveau méga, et de type virus. Beelzemon est un digimon solitaire. Il possède deux pistolets avec lesquels il effectue sa technique spéciale, double impact. Il apparait pour la première fois en 2001 dans la troisième saison de l'anime Digimon Tamers, se digivolvant à partir d'Impmon. Il est également un personnage jouable dans le jeu vidéo Digimon Rumble Arena (2002).

### Beetlemon
Blitzmon (ブリッツモン, Burittsumon), appelé Beetlemon en Occident est un digimon insectoïde, de niveau hybride, et de type cyborg. Il possède la capacité de contrôler le tonnerre. Il génère de grands champs magnétique anti-gravitationnels et peut ainsi bouger plus rapidement. Malgré son apparence robotique, la personnalité de Beetlemon est, tout au contraire, la plus humaine possible.

### Betamon/Betamon X
Betamon (ベタモン) est un digimon amphibien, de niveau disciple, et de type virus. Docile et gentil, il peut tout de même lâcher une décharge d'1MV s'il se sent en danger. Il apparaît pour la première fois dans le manga C'mon Digimon (1997). Il est jouable dans les virtual pets Digital Monster et Digimon Mini. Il est également un personnage jouable dans le je uvidéo Digimon World (1999), et un digimon sauvage dans Digimon World 2003 (2002).

### Birdramon
Birdramon (バードラモン, Bādoramon), d'une manière alternative appelé  Wingmon (ウィングモン) ou Dokudramon (ドクドラモン), est un digimon volatile, de niveau champion, et de type antivirus. Il possède la forme d'un oiseau géant, similaire au phénix. Il a été créé sur le net, à partir du même pare-feu que Meramon. Il aime déployer ses grandes ailes et voler librement dans le ciel. Il n'a aucune pitié pour ses ennemis lorsqu'il se bat, mais il n'a pas un caractère agressif par nature pour autant. Seules les personnes ayant un cœur pur sont capables de le toucher, sinon elles seront brûlés par ses flammes.A la fois courageux et fort, ses coups spéciaux sont les attaques avec des flammes (flamoflap) et des météores (ailes météor). Ses attaques sont : ailes météor, flammoflap.

### Biyomon
Biyomon (ピヨモン) est un digimon volatile, de niveau disciple, et de type anti-virus. Il s'agit d'un digimon poussin dont les ailes ne sont pas encore bien formées. Elle s'en sert donc pour attraper des objets, mais n'est pas assez forte pour se déplacer uniquement en volant. Elle reste donc généralement à terre, et ne s'envole qu'en cas de danger. Elle tente d'apprendre à voler avant que Patamon n'y parvienne, car ils en sont au même point. Les Biyomon préfèreraient se digivolver en Birdramon qu'en Kokatorimon, car ces derniers sont trop patauds pour voler. Curieux de nature, on en voit souvent picorer les feuilles des Tanemon, puis s'étonner de les voir se mettre à bouger. En combat, ils vaporisent de l'éther qui prend feu (spiro-tornade). Ses attaques sont : spiro-tornade, bec-attaque.

### BlackWarGreymon
BlackWarGreymon (ブラックウォーグレイモン, Burakkuwōgureimon), aussi surnommé B-WarGreymon (Digimon World Re:Digitize), est un digimon dragon, de niveau méga, et de type virus. Ses attaques sont : giga force, attaque dragon,.

### Blizzarmon
Blizzarmon (ブリザーモン, Burizāmon), appelé Blizzarmon dans Digimon Masters et Korikakumon dans Digimon Frontier), est un digimon bestial, de niveau hybride, et de type variable. Il est plus borné que courageux, et se laisse toujours guider par le désir et l'ambition. Très curieux, il aime aussi faire étalage de sa puissance, ce qui le rend assez frivole. Même dans le feu de l'action, il prend toujours le temps d'honorer le dieu des Glaces pour se ressourcer avant de repasser à l'attaque. Cependant, c'est un fin stratège qui fait toujours une reconnaissance du terrain et se renseigne sur l'ennemi avant la bataille, ce qui lui donne souvent l'avantage.

### Blossomon
Blossomon (ブロッサモン, Burossamon) est un digimon végétal, de niveau ultime, et de type donnée. Malgré son apparence de fleur imposante, il est docile, et, de par sa personnalité, apparait rarement avant les autres. Il exècre les régions arides et préfère les points d'eau.

### BlueMeramon
BlueMeramon (ブルーメラモン, Burūmeramon) est un digimon flamme, de niveau ultime, et de type virus/donnée. Ses flammes brûlent bien plus que celles de Meramon. Il apparait dans le jeu vidéo Digimon World (1999) comme digimon sauvage. Ses attaques sont : attaque du fantôme bleu, et lance flamme arctique.

### Dorugamon

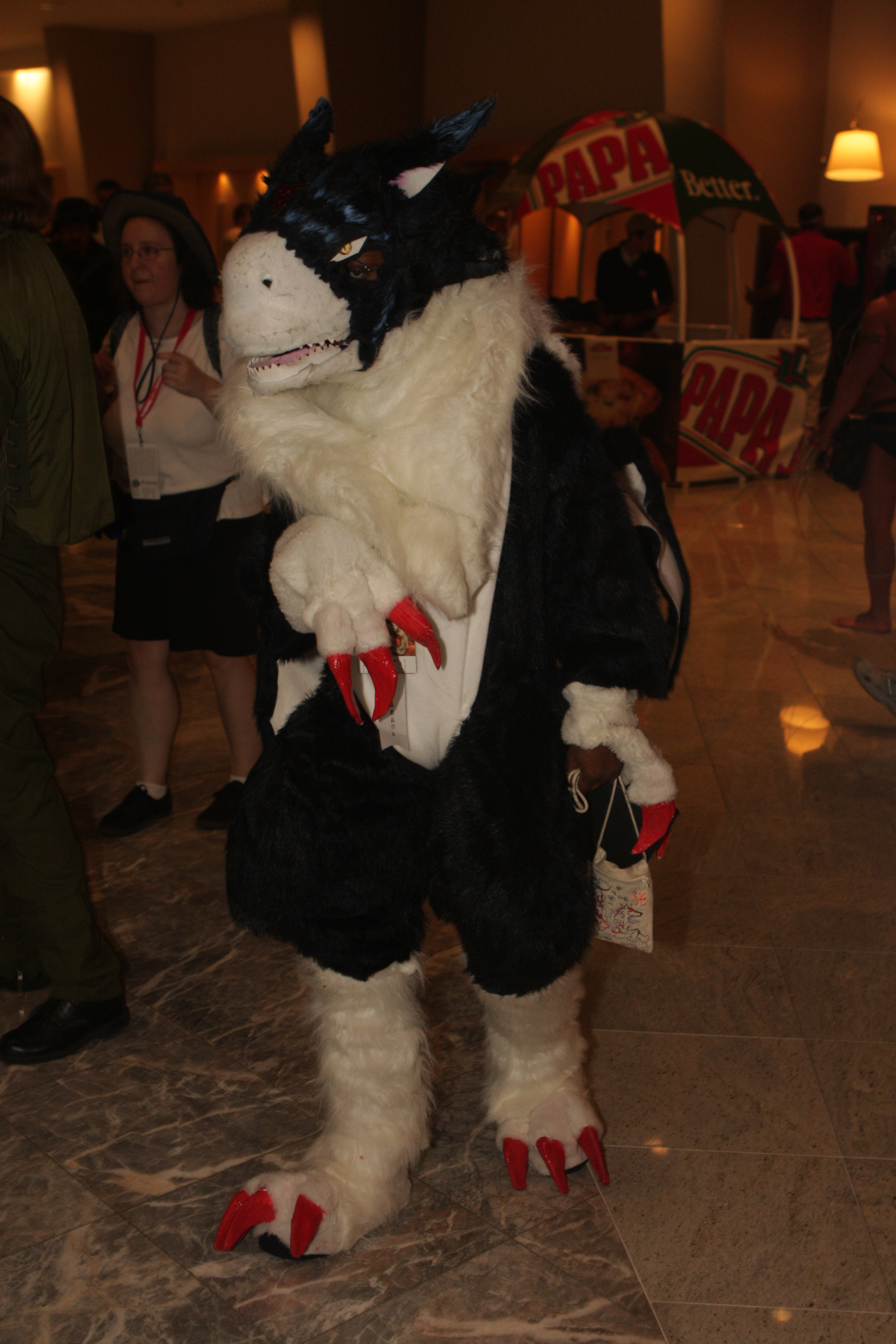
Cosplay de Dorugamon.

### Boarmon
Boarmon (ボアモン, Boamon) est un digimon mammifère, de niveau cuirassé, et de type antivirus. Ses attaques sont : charge canon, décharge sauvage,.

### Botamon
Botamon (ボタモン) est un digimon de niveau bébé, de type variable. À peine né, il ne peut combattre ; Botamon peut uniquement projeter des bulles par sa bouche. Il ressemble à une petite tête de chaton noir avec de petits yeux jaunes. Il apparaît pour la toute première fois en 1997 dans le virtual pet Digital Monster Ver. 1 où il pèse 5 g. Il fera la rencontre de ses futurs partenaires digi-sauveurs, Kari et Tai Kamiya, dans Digimon, le film.

### Brachiomon
Ses attaques sont : brachio-bulle, charge bélier.

### Bulbmon
Bulbmon (バルブモン, Barubumon), appelé Valvemon au Japon, est un digimon machine, de niveau ultime et de type donnée. Il peut contenir pas moins quarante digimon à l'intérieur de lui-même et les transporte à des points stratégiques. Il apparait pour la première fois dans le jeu vidéo Digimon World 2003 (2002).

## C

### Calumon
Calumon (クルルモン, Kururumon), aussi prononcé Culumon, ou Kurumon, est un digimon de niveau entrainement. Bien qu'incapable de combattre, il possède la capacité de faire digivolver n'importe quel digimon. Il est notable pour son apparition dans la troisième saison de l'anime, Digimon Tamers (2001). Il apparait aussi dans plusieurs jeux vidéo de la franchise, principalement comme animateur ou au second plan.

### Cannonbeemon
Cannonbeemon (キャノンビーモン, Kyanonbīmon) est un digimon insectoïde, de niveau ultime, et de type donnée. Il défend une mystérieuse base secrète aérienne: La « base royale ». Cette base est exposée à des dangers pouvant provenir de n'importe où à 360°, mais grâce à un barrage bombardant simultanément l'assaillant grâce aux lance-roquettes qu'il transporte sur son dos, il peut couvrir complètement une attaque sur tous les fronts. De plus, si un ennemi parvient à se rapprocher, il se place à portée de son canon laser de gros calibre, grâce auquel Cannonbeemon en viendra à bout.

### Centarumon
Centarumon (ケンタルモン, Kentarumon), également appelé Centalmon (qui vient d'une mauvaise épellation du mot « centaure ») est un digimon mammifère, de niveau champion, et de type donnée. Il possède un buste humanoïde et un corps animal, et est protégé par une substance provenant de ses entrailles qui regagne sa surface. Les tuyaux dans son dos projettent de la vapeur à haute pression, ce qui lui permet de se propulser à la vitesse du son en un rien de temps. Il a des capacités offensives et défensives hautement performantes ainsi qu'une vitesse élevée. C'est un être fier qui déteste être commandé,.
Centarumon apparait pour la toute première fois dans la première saison de l'anime Digimon Adventure (1998). Il apparait également dans le jeu Digimon World (1999) comme digimon jouable, et à ramener à la Capitale. Ses attaques sont : rayon solaire, galop supersonique,.

### ClearAgumon
Ses attaques sont : missile cauchemar, aguflamme

### Coelamon
Ses attaques sont : morsure fossile, préhistomorsure.

### Cyberdramon
Cyberdramon (サイバードラモン, Saibādoramon) est un digimon cyborg, de niveau ultime, et de type antivirus. Ce digimon possède une sorte d'armure anti-choc. Lorsqu'un virus informatique s'échappe, il vient soudainement de nulle part et l'annihile totalement. Cependant, Cyberdramon est un digimon solitaire, non affilié à un groupe de justiciers. Il est un personnage de Digimon Tamers (2001), et partenaire de Ryo Akiyama.

## D

### DarkRizamon
Ses attaques sont : morsure fatale, flammes noires.

### DarkTyrannomon
DarkTyrannomon (ダークティラノモン, Dākutiranomon) est un digimon dinosaure, de niveau ultime, et de type virus. Son nom est tiré de dark (ダーク, Dāku, qui signifie « sombre » en anglais, et du suffixe tyranno, un diminutif de tyrannosaurus rex, le plus grand des carnivores chez les dinosaures. Ce digimon est en réalité un Tyrannomon contaminé par un virus informatique qui cause des problèmes dans sa configuration cutanée. Son corps est devenu noir, et ses bras plus élancés que ces congénères, et sa puissance offensive s'est accrue. Il identifie tout ce qui bouge comme une menace. Ses attaques sont : pointe d'acier, tyrannoflamme noire,.
Il fait sa première apparition dans le manga Digimon Adventure V-Tamer 01 (1998). Il apparait aussi dans les jeux vidéo Digimon World 2003 (2002), comme digimon sauvage, et dans Digimon Story: Sunburst et Moonlight.

### Datamon
Datamon, appelé Nanomon (ナノモン) au Japon, est un digimon machine, de niveau ultime, de type virus. Ses attaques sont : bombe digital, datacrash,. Datamon apparait dans les jeux vidéo Digimon World 2 comme digivolution de Guardromon, et dans Digimon World 2003 (2002) où il doit combattre le joueur et peut se régénérer durant le combat.

### Demon
Demon (デーモン), également typographié Daemon, aussi appelé Creepymon en Occident, est un digimon maléfique, de niveau méga, et de type virus. Comme pour Devimon, Demon était à l'origine un digimon angélique. Cependant, il se rebellera contre le bien qui entoure le digimonde (et sans doute contre le tout premier humain ayant créé le digimonde). Il sera banni dans la Dark Aeea (le cimetière des données supprimées) et tentera en vain de conquérir le digimonde dans le but de se venger du bien,. Ses attaques sont : ailes d'Hadès, flammes de l'enfer,.
Demon apparait pour la toute première fois dans le manga Digimon Adventure V-Tamer 01 (1999). Il est également présent dans le virtual pet Pendulum 3.5. Il apparait aussi dans la deuxième saison de l'anime, Digimon Adventure 02 où il influence le digisauveur Ken Ichijouji, tentant de lui soutirer les spores noires.

### DemiDevimon
Pico Devimon (ピコデビモン, Pikodebimon), appelé DemiDevimon en Amérique du Nord et en Europe, est un digimon maléfique, de niveau disciple, et de type virus. Ses attaques sont : murmure maléfique, fléchette demi. Ressemblant à une chauve-souris, DemiDevimon attaque ses ennemis à l'aide de seringues gigantesques qui drainent leur sang. DemiDevimon fait sa toute première apparition dans le manga Digimon Adventure V-Tamer 01 en février 1999. Il apparaitra peu de temps après, la même année, dans la première saison de l'anime, Digimon Adventure, comme serviteur de Devimon.

### Depthmon
Depthmon (デプスモン, Depusumon) est un digimon marin, de niveau cuirassé, et de type donnée. Il possède la puissance du digi-œuf de la confiance. Il est capable d'atteindre les profondeurs aquatiques et de nager aussi vite qu'un poisson. Il est capable d'atteindre de plus grande profondeurs que son homologue Divermon. Ses attaques sont : aqua bombe, tourbillon des Sargasses,.

### Deputymon
Deputymon, originellement appelé Revolmon (リボルモン, Riborumon), ou Revolvermon, est un digimon humanoïde de niveau champion. Il fait sa première apparition dans la deuxième saison de l'anime, Digimon Adventure 02. Il apparait également aux côtés de Mikey Kudo dans Digimon Fusion (2010). Ses attaques sont : attaque far west, au nom de la loi.

### Deramon
Deramon (デラモン), appelé Delumon au Japon, est un digimon volatile, de niveau niveau ultime, et de type donnée. Bien qu'ayant l'apparence d'un oiseau, ce digimon possède une forme de buisson qui pousse dans son dos. Comme Kiwimon, il possède certaines caractéristiques végétales et ne peut voler. Ses attaques sont : smash royal, hyper bec-attaque,.

### Devidramon
Devidramon (デビドラモン, Debidoramon) est un digimon dragon maléfique, de niveau champion, et de type virus. Il est invoqué depuis la Dark Area par le messager du mal, Devimon. Ses griffes acérées peuvent déchiqueter ses adversaires sans la moindre difficulté. Il apparait pour la première fois dans la première saison de l'anime Digimon Adventure (1999). Ses attaques sont : griffe écarlate, regard flamboyant,.

### Devimon
Ses attaques sont : la main du diable, ailes maléfiques.

### DinoBeemon
Dinobeemon (ディノビーモン, Dinobīmon) est un digimpon mutant, de niveau ultime, et de type virus. Formé à partir de Stingmon et ExVeemon, ce digimon est un mélange de dragon et d'insecte, mais il est difficile de le mettre précisément dans l'une de ces deux catégories. Il est capable de voler à des hauteurs impressionnantes, de repérer ses adversaires grâce à ses yeux perçants, et de les abattre. Ses attaques sont : mascarade, bug buzz,.

### Divermon
Ses attaques sont : palme attaque, océano-harpon.

### Dokugumon
Dokugumon (ドクグモン) est un digimon insectoïde, de niveau champion, et de type virus. Dokugumon possède l'apparence d'une énorme mygale dotée d'un casque jaune et de neuf yeux verts. Ses attaques sont : toile vénimeuse, soie vénimeuse,. Il fait sa première apparition dans le jeu Digital Monster Ver. WonderSwan, ainsi que dans la première saison de l'anime, Digimon Adventure (1998).

### Dolphmon
Ses attaques sont : attaque nageoir, dolphinatron.

### Dragomon
Dagomon (ダゴモン), ou Dragomon en Occident, est un digimon marin, de niveau ultime, et de type virus. Il semblerait avoir muté à partir d'un virus qui affecterait les ordinateurs des bateaux. Il possède une apparence humanoïde et de multiples tentacules. Ses attaques sont griffe-attaque tentacules, étranglement tentacules.

### Drimogemon
Drimogemon (ドリモゲモン, Dorimogemon) est un digimon animal, de niveau champion, et de type donnée. Son nom dérive du suffixe dri du mot anglais drill (「ドリル」 doriru, « forer » en français) et du mot japonais moge, un gêne de la taupe. Ses attaques sont : nasoforeuse, griffe-attaque-taupe,.

## E

### Elecmon
Elecmon (エレキモン, Erekimon) est un digimon mammifère, de niveau disciple, et de type antivirus. Un mammifère qui a conservé la nature de Tsunomon en se digivolvant. Vif et curieux, il a hérité de la personnalité enjouée de Tsunomon. De plus, Elecmon possède neuf queues, et au cours des batailles, il les déploie tel le plumage d'un paon pour intimider l'ennemi. Ses attaques sont : tourbillon foudroyant, griffe-attaque.

### Etemon
Etemon (エテモン) est un digimon humanoïde de niveau utime, et de type virus. Etemon est un mystérieux digimon qui apparaît de nulle, autoproclamé « Roi des Digimons » et se bat avec un art martial qu'il semble avoir créé lui-même. La rumeur dit qu'il commanderait aux Monzaemon,. Etemon parcours le digimonde à la recherche d'adversaires à rallier à sa cause. Etemon apparait dans le jeu vidéo Digimon World (1999), comme personnage jouable.

### ExTyrannomon
ExTyrannomon (エクスティラノモン) est un digimon pantin de niveau ultime, et de type anti-virus. Il s'agit d'une sorte d'esprit ayant incarné une grosse peluche en forme de Tyrannomon. Il est impossible de savoir pourquoi cette peluche possède la forme d'un Tyrannomon, mais, selon la légende, le mystérieux digimon se serait emparé de la peluche la plus proche. Cette peluche, cependant, possède des pouvoirs limités, comparables à ceux de Monzaemon. Son seul point fort est sa résistance, car il ne peut sentir aucun coup, donc aucune douleur physique. Mais comme pour Monzaemon, si cette peluche n'est pas incarnée, alors elle n'est qu'une simple coquille vide et inoffensive.

### ExVeemon
ExVeemon (エクスブイモン, Ekusubuimon), aussi stylisé Ex-Veemon, Exveemon, ou XV-mon, est un digimon dragon légendaire, de niveau cuirassé, et de type antivirus. Son nom dérive de ekusubui, en référence à la marque en forme de VX présente sur son torse. ExVeemon fait partie de la famille des Veedramon, et serait une variante de celle-ci. ExVeemon apparaît pour la première fois dans la deuxième saison de l'anime, Digimon Adventure 02 ; il est l'hyper-digivolution de Veemon. Physiquement, il ressemble à un grand dragon bleu musclé doté de deux petites ailes chromées et d'une corne aussi tranchante qu'une lame de rasoir. Ses attaques sont : morsure critique, V-laser.

## F

### Falcomon
Falcomon (ファルコモン, Farukomon) est un digimon volatile, de niveau disciple, et de type anti-virus. Falcomon vit dans les montagnes, à 3 000 mètres d'altitude. Comme ses ailes ne sont pas développées, il ne sait pas voler, et tout juste planer. Il se sert donc de ses puissantes pattes pour courir rapidement parmi les rochers. À cause de son tempérament sauvage, il faut l'approcher avec précaution sous peine de se faire agresser.

### Falcomon (anime)
Falcomon (ファルコモン, Farukomon) est un digimon volatile, de niveau disciple, et de type anti-virus. Il s'agit d'une sous-espèce de Falcomon dont les jambes sont moins puissantes que celles des Falcomons traditionnels, mais dont les ailes se sont développées, lui permettant de voler librement. Malgré son aisance dans le ciel, il préfère se déplacer collé à un cerf-volant comme un ninja. Il peut en profiter pour larguer des fumigènes, ses yeux lui permettant de voir à travers la fumée et ainsi de viser ses ennemis avec ses shuriken.

### Flamedramon
Flamedramon, ou フレイドラモン (Fureidoramon), est un digimon dragon, de niveau cuirassé, et de type antivirus. Un digimon dragon humanoïde qui tire son pouvoir du digi-œuf du courage, qui donne le pouvoir de maîtriser le feu, et ceux qui se battent contre lui périssent dans d'intenses flammes. Son attaque signature est de frapper l'ennemi avec son poing ardent (poing volcanique). Il peut aussi s'immoler et fondre sur l'ennemi (magma flamme). Ses attaques sont : poing volcanique, magma flamme,.

### Flarerizamon
Flarerizamon (フレアリザモン, Furearizamon), également appelé Flare Lizamon, ou Flare Lizarmon, est un digimon de feu, de niveau champion, et de type donnée. Il s'agit d'un reptile dont le corps est exclusivement composé de flammes.. Ses attaques sont : embrasement solaire, fureur de l'enfer.

### Floramon
Floramon (フローラモン, Furōramon) est un digimon végétal, de niveau disciple, et de type donnée. Ayanat émergé tel un reptile, comme pour Palmon, il est catégorisé comme digimon de type plante mutante. Sa tête possède l'apparence d'une fleur. Lorsqu'elle n'est pas entouré d'intrus, ou est de bonne humeur, les pétales de sa tête et ses mains s'ouvrent en grand. Elle perçoit Palmon comme un rival, et possède une personnalité égocentrique. Floramon apparait pour la première fois dans la première saison de l'anime, Digimon Adventure (1998). Ses attaques sont : pluie de pollen, fouet-étamine.

### FlyBeemon
FlyBeemon (フライビーモン, Furaibīmon) est digimon insectoïde, de niveau cuirassé, et de type donnée. FlyBeemon a émergé du digi-œuf de la connaissance à partir de nombreux Kunemon. FlyBeemon est extrêmement territorial, et n'hésite pas à attaque quiconque s'oppose à lui sur son terrain. Ses attaques sont : flambélulle, dard fatal,.

### Flymon
Flymon (フライモン, Furaimon) est un digimon insectoïde, de niveau champion, et de type virus. Flymon est une gigantesque abeille dotée d'ailes géantes. Ses ailes lui permettent de voler à très vive allure, et de générer un brut assourdissant lorsqu'il vole. Son corps est protégé par une épaisse carapace, et élimine ses ennemis avec son dard fatal qui les laisse entièrement paralysé jusqu'à ce que mort s'ensuive. À en juger par sa tête, il se serait digivolvé à partir de Kunemon. Ses attaques sont : pollen venimeux, dard fatal.

### Frigimon/Yukidarumon
Frigimon, ou originellement Yukidarumon (ユキダルモン) est un digimon de glace, de niveau champion, et de type antivirus. Il apparaît pour la première fois dans la première saison de l'anime, Digimon Adventure (1997), et dans le virtual pet Digital Monster Ver. 2. Il apparait aussi dans le jeu vidéo Digimon World (1999), dans le Pays des glaces, où il vient au secours du digimon gelé du joueur. Ses attaques sont : boule de neige, subzéro punch,.

### Frogmon
Frogmon (フロッグモン, Furoggumon) est un digimon amphibie, de niveau cuirassé, et de type donnée. Son nom dérive du mot anglais frog, qui signifie grenouille en français. Frogmon apparait avec l'utilisation du digi-œuf de la sincérité. Son masque translucide lui permet de réduite l'énergie de son ennemi à zéro. Les ombrelles attachées à son dos lui permettent de voler à des distances considérables. Cependant, le reste de ses acultés reste encore méconnue. Frogmon fait sa première apparition dans le virtual pet D-3 Version 3 en 2000. Ses attaques sont : nénu-frappe, aqua-bond.

### Fugamon
Fugamon (フーガモン) est un digimon préhistorique, de niveau champion, et de type virus. Ses attaques sont : ouragan démoniaque, préhisto-massue.

### Funbeemon
ファンビーモン (Fanbīmon) est un digimon insectoïde, de niveau disciple, et de type virus. Il appartient à la mystérieuse « Base royale », une gigantesque ruche aérienne. Bien qu'il ne vivent pas comme les autres insectes, ce sont des travailleurs robustes et dociles. On en trouve toujours près des digimon végétaux comme Palmon ou Lillymon. Comme la base est toujours en construction, ils doivent toujours rapporter des données brutes issus de fleurs et de végétaux, petit à petit, pour les utiliser en tant que matériaux, c'est pourquoi il est classé parmi les types virus. Enfin, parce que la base est défendue par de puissants digimon, la rendant impossible à approcher, le but de cette construction est un mystère. Son nom dérive de Fun (l'amusement en anglais) et de bee (abeille).

## G

### Gabumon
Gabumon (ガブモン) est un digimon reptilien, de niveau disciple, et de types donnée et anti-virus. Pour compenser sa timidité et sa couardise, il a arrangé une peau de Garurumon qu'il a trouvé et s'est confectionné une sorte de cape. Lorsqu'il arbore la fourrure de Garurumon, qui est craint des autres digimon, il se défend tout seul, protégé par sa cape très résistante. Physiquement, il ressemble probablement à un lézard jaune avec une corne sur le front, bien qu'il ne soit jamais aperçu sous cet aspect. En effet, il porte en permanence une fourrure semblable à celle d'un loup blanc à rayures bleues, qui recouvre le haut de son corps et lui donne un aspect de chien.
Gabumon apparait dans un grand nombre de produits dérivés de la franchise. Dans les premières saisons de l'anime, Digimon Adventure et Digimon Adventure 02, il apparait comme partenaire de Matt Ishida. Il est l'un des deux personnages jouables dans Digimon World (1999), l'autre étant Agumon.

### Gaogamon
Gaogamon (ガオガモン) est un digimon mammifère, de niveau champion, et de type donnée. Le physique de Gaomon s'est élargit pour prendre une forme plus bestiale dont les griffes acérées sont protégées par des gants. Bien qu'il soit quadrupède, ses puissantes pattes arrière lui permettent de se tenir debout et d'attaquer comme un ours. Il est assez rapide pour devenir presque invisible lorsqu'il court à la vitesse du vent.

### Gargomon
Gargomon, ou Galgomon (ガルゴモン, Garugomon), est un digimon animal, de niveau champion, et de type donnée. Il est la digivolution de Terriermon, et possède une capacité à tirer hors du commun. Ses jambes sont si puissantes qu'elles lui permettent de bondir, et de planer en faisant glisser ses oreilles dans les airs.

### Gargoylemon
Gargoylemon, ou Gargomon (ガーゴモン, Gāgomon) au Japon, est un digimon animal maléfique, de niveau cuirassé, et de type virus. Gargoylemon est un digimon ayant émergé du digi-œuf de la lumière. Ses attaques sont : ailes pétrifiantes, statue noire.

### Garudamon
Garudamon (ガルダモン) est un digimon volatile, de niveau ultime, et de type antivirus. Il possède des pattes gigantesques et des ailes qui lui permettent d'évoluer librement dans le ciel. Garudamon fait respecter l'ordre et la justice. Il est le protecteur des Contrées Venteuses et aime la nature. Son intelligence et ses capacités de combat sont parmi les plus hautes de tous les digimons de type volatile. De plus, il est admiré car il est dit que seuls des élus peuvent se digivolver en Garudamon.
La légende dit que si l'équilibre du digimonde est perturbé, il surgira de nulle part pour stopper la source du chaos. Il est aussi un rival et ami du héros Leomon, qui partage le même mode de vie. Son coup spécial consiste à projeter une lame d'air chaud à grande vitesse pour trancher l'ennemi (lamoflap). À cause de la vitesse, sa vraie couleur ne peut être confirmée et son attaque aile épée peut seulement être perçue comme une silhouette ressemblant à un oiseau noir.
Il apparait dans la première saison de l'anime, Digimon Adventure comme digivolution de Birdramon.

### Garurumon
Garurumon (ガルルモン) est un digimon mammifère, de niveau champion, et de type antivirus. Recouvert d'une fourrure bleue, blanche, et argentée, c'est un digimon qui a l'apparence d'un loup. Son pelage est aussi dur que le Mithril, un métal légendaire rare. Les lames qui ont poussé sur ses épaules peuvent mettre en pièces n'importe quelle chose qu'elles touchent. Il possède un furieux instinct de combat et arpente les Terres Gelées où ce prédateur est craint pour son agilité et sa capacité à pister ses proies. Cependant, il est extrêmement intelligent et il suit aveuglément les ordres de celui qu'il considère comme son maître. Son coup spécial consiste à cracher une flamme de très basse température sur son ennemi (hurlement tonnerre). Ses attaques sont : hurlement tonnerre, attaque massue.
Il apparait dans la première saison de l'anime, Digimon Adventure comme digivolution de Gabumon. Dans l'anime, il se digivolve en WereGarurumon. Garurumon apparait aussi dans les jeux vidéo Digimon World (1999), Digimon World 2003 (2002), et Digimon Rumble Arena 2 (2004) comme personnage jouable. Il est aussi présent dans la plupart des virtual pets : Digital Monster, Pendulum, Digimon Mini et Digimon Twin.

### Gazimon
Gazimon (ガジモン) est un digimon mammifère, de niveau disciple, et de type virus. Il est doté de grosses griffes tranchantes. Il est rare de trouver des mammifères bipèdes, et ses pattes avant sont probablement devenues un handicap à cause de ses griffes, le forçant à se redresser sur ses pattes arrière. Bien que petit, Gazimon est très caractériel et refuse de parler avec les humains. Ses griffes sont ses atouts majeurs, ainsi il s'amuse à creuser des puits pour voir les autres tomber dedans. Son nom dérive de l'onomatopée japonais gazigazi, qui est le bruit de la mâchouille.

### Gekomon
Gekomon (ゲコモン) est un digimon amphibien, de niveau champion, et de type virus. Ses attaques sont : pulvériseur symphonique, langue fatale. Il apparait notamment dans les jeux vidéo Digimon World (1999), et Digimon World 2003' (2002).

### Geremon
Geremon (ゲレモン) est un digimon mollusque, de niveau champion, et de type virus. Il est de la famille des Numemon et s'approvisionne
Ses attaques sont : bomber, super flair.

### Gesomon
Gesomon (ゲソモン) est un digimon momllusque, de niveau champion, et de type virus. Il a la forme d'un calmar géant, habitant les profondeurs des mers du digimonde. Considéré comme le « démon blanc des profondeurs », il est très intelligent, et n'attaque nulle part ailleurs que sur son territoire. Ses attaques sont : corail broyeur, elasto-bras.

### Gigadramon
Ses attaques sont : ailes guillotine, morsure gigabyte.

### Gizamon
Gizamon (ギザモン) est un digimon amphibien, de niveau disciple, et de type virus. Il réussit à bondir aussi haut qu'une grenouille. Sur terre, il est particulièrement vulnérable ; sous l'eau, cependant, il s'avère être un redoutable combattant. Il attaque principalement avec ses lames dorsales en tournant sur lui-même (spiro-scie). Ses attaques sont : attaque 4-pieds, spiro-scie.

### Goburimon
Goburimon (ゴブリモン) est un digimon préhistorique, de niveau disciple, et de type virus. Manquant de courage, les Goburimon attaquent toujours en groupe, et se construisent toujours un abri pour se protéger d'attaques extérieures. Cependant, une fois battus, ils se dispersent. Goburimon apparaît dans divers jeux vidéo comme Digimon World (1998) et Digimon World 2003 (2002).

### Goldramon
Ses attaques sont : incantation magique, oriflamme.

### Golemon
Golemon (ゴーレモン, Gōremon), ou Rockmon, est un digimon minéral, de niveau champion, et de type virus. Ses attaques sont : rocboule, rocpunch,.

### Gorillamon
Ses attaques sont : power cogne, électrocanon.

### Gotsumon
Gotsumon (ゴツモン), ou Gottsumon, est un digimon minéral, de niveau disciple, et de type donnée. Gotsumon est un composé à base de roche minérale, et possède une personnalité enfantine, mais, lorsqu'il est en colère, s'acharne avec violence et devient incontrôlable. Il apparaît pour la première fois en 1998 dans le manga Digimon Adventure V-Tamer 01. Il apparaît également dans le jeu vidéo Digimon World (1998). Ses attaques sont : rocattaque, crabouille-tout,.

### Greymon
Greymon (グレイモン, Gureimon) est un digimon dinosaure, de niveau champion, et de type antivirus. Son crâne est similaire à celui de Allomyrina dichotoma, un type de scarabée-rhinocéros japonais qui lui sert d'armure. Greymon est un digimon extrêmement agressif, qui possède des griffes aiguisées et une gigantesque corne. Cependant, il est très intelligent. Il n'y a pas meilleur partenaire s'il est bien dompté. Ses attaques sont : super-cornes, tir nova.
Greymon, qui se digivolve principalement à partir d'Agumon dans la première saison de l'anime Digimon Adventure (1999), apparaît dans la quasi-majorité des médias liés à la franchise Digimon. Il fait sa toute première apparition dans le manga C'mon Digimon (1997). Il est également présent dans les jeux vidéo Digimon World (1999), Digimon World 2003 (2002), Digimon Rumble Arena 2, Digimon World Re:Digitize, et Digimon Adventure.

### Gryphonmon
Ses attaques sont : lame légende, griffe légende.

### Guardromon
Guardromon (ガードロモン, Gādoromon) est un digimon machine, de niveau champion, et de type donnée ou virus. Il est le pare-feu des données informatique, et s'associait à l'origine avec (Gyromon pour combattre toute intrusion. Cependant, des hackers ont trouvé une faille dans son système de défense, et ont affecté Guardromon pour qu'il les aide à se défendre contre une équipe de digimon de type donnée. Son nom dérive de guard (« garde » en français) et du suffixe ro (sans doute un diminutif de « robot », « drone », ou « droïde ». Ses attaques sont : laser crépitant, grenade répulsive.

### Guilmon
Guilmon (ギルモン, Girumon) est un digimon dinosaure, de niveau disciple, et de type virus. Ayant une personnalité le plus souvent joviale, Guilmon possède la force et la hargne d'un carnivore. La marque dessinée sur son abdomen s'inscrit chez les digimon capable de causer des dommages massifs aux données informatiques. Cependant, si cette capacité est utilisée à bon escient, elle peut probablement garantir la protection du digimonde. Guilmon peut cracher une sphère enflammée à haute température (pyro-sphère) et briser des rochers à l'aide de ses puissantes griffes.

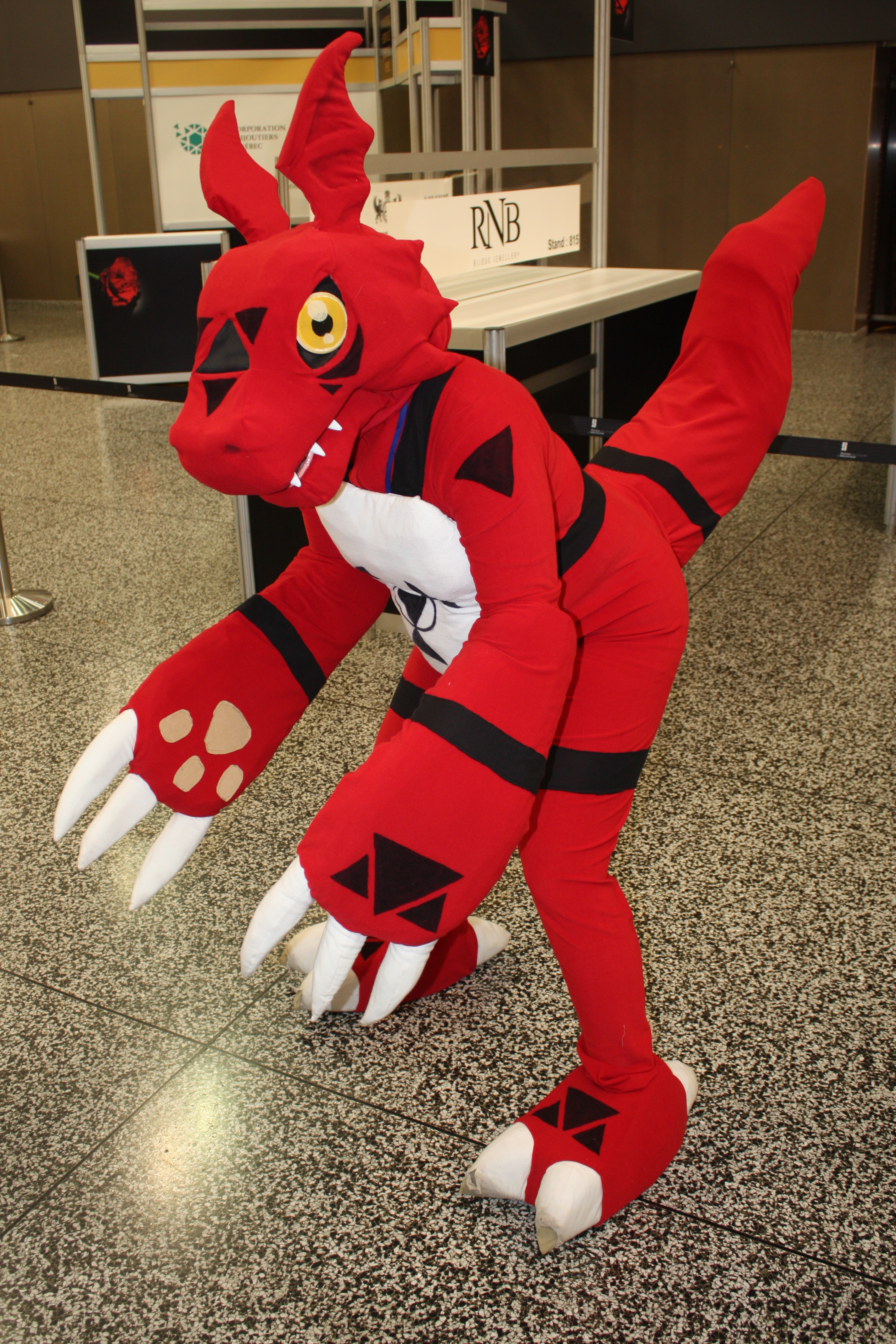
Cosplay de Guilmon.

Guilmon fait sa toute première apparition dans la troisième saison de l'anime, Digimon Tamers (2001) en tant que partenaire de Takato. Il apparaît également dans un bon nombre de médias tels que les jeux vidéo, en tant que personnage jouable, Digimon Rumble Arena (2001), Digimon World 2003 (2002), Digimon Rumble Arena 2 (2004), Digimon World Championship (2008), Digimon Adventure  (2013), et Digimon World: Next Order (2017).

### Gumdramon
Gumdramon (ガムドラモン, Gamudoramon) est un digimon dragon, de niveau disciple, et de type non-identifié. Un digimon doté d'un corps souple pouvant s'étirer. Il est doux, ses mouvements sont dynamiques et il se sert de son corps entier pour se battre. Il peut se servir de ses petites ailes pour voler s'il a une vitesse élevée.Très malicieux, il est assez excentrique. Pour attirer l'attention, il est capable de s'interposer au milieu d'une situation très dangereuse et s'emporte facilement s'il s'avère qu'il est impuissant. Son potentiel est considérable, mais il est canalisé par la masse au bout de sa queue. Il utilise sa queue comme un marteau, la balançant dans tous les sens. En se servant de la vitesse centrifuge, il génère des flammes qu'il projette sur son assaillant.

### Gururumon
Gururumon (グルルモン) est un digimon mammifère, de niveau champion, et de type virus. Très similaire à Garurumon, il est version sombre de ce dernier. Son attaque, hurlement chaos, lui permettent de cracher des flammes à haute température. Ses attaques sont : lyco-morsure, hurlement chaos,.

## H

### Hagurumon
Hagurumon (ハグルモン) est un digimon machine, de niveau disciple, et de type virus. Ce digimon possède la forme d'un rouage et se compose à 100 % de petits rouages. De ce fait, si un seul rouage venait à manquer, tous les rouages de son corps arrêteraient de tourner, et Hagurumon serait incapable de maintenir ses fonctions vitales. Hagurumon possède la capacité d'envoyer un virus à ses ennemis pour les contrôler à sa guise, ce qui attise les convoitises. Cependant, Hagurumon, n'ayant aucun sens de l'estime, ne sait lui-même pas qu'il pourrait être manipulé pour ce pouvoir. Son nom dérive du mot haguruma (歯車（ハグルマ）), qui signifie « rouage » en japonais.
Il apparait dans bon nombre de médias, dont la première saison de l'anime Digimon Adventure, et dans les jeux vidéo Digimon World (1999) et Digimon World 2003 (2002).

### Halsemon
Halsemon, Holsmon (ホルスモン, Horusumon) en japonais, est un digimon mammifère, de niveau cuirassé, et de type donnée. Il s'hyperdigivolve à partir de Hawkmon grâce au digi-œuf de l'amour. Il possède la capacité de voler et de danser dans le ciel en faisant tourner ses vailes. Pendant des combats aériens, Halsemon est supérieur à ses ennemis. Ses attaques sont : ailes typhon, rubis-queue,.

### Harpymon
Ses attaques sont : silence symphonique, souffle mythique.

### Hawkmon
Ses attaques sont : rayon faucon, picobec.

### HerculesKabuterimon
HerculesKabuterimon, ou HerakleKabuterimon (ヘラクルカブテリモン, Herakurukabuterimon), est un digimon insectoïde, de niveau méga, et de type antivirus. Il fait partie des la catégorie des Kabuterimon et Kuwagamon. Il possède de gigantesques cornes et pinces. Ses attaques sont : méga-électrochocs, gigapinces-cisailles,.

### HiAndromon
HiAndromon (ハイアンドロモン, Haiandoromon) est un digimon machine, de niveau méga, et de type antivirus. Il s'agit d'un digimon ayant perfectionné son corps à l'aide de pièces issues d'un corps d'Andromon. Le pourcentage de chrome digizoïde qui compose son corps a significativement augmenté, et il est impossible de ne pas apercevoir l'étendue de ses pouvoirs défensives et offensives comparés à ceux d'Andromon. Grâce au chrome digizoïde ajouté à ses circuits bio-synaptiques, il peut exécuter ses propres objectifs. De type antivirus, ses attaques son redoutables et agressives. Son nom dérive de Hi-tech (ハイテク Hai Teku) - « technologie de pointe » en matière d'armes, et de andro pour « androïde ». Il fait sa première apparition dans le virtual pet D-3 Version 3 en 2000. Il apparaît aussi dans le jeu vidéo Digimon World 2003 (2002).

### HippoGryphomon/Hippogriffomon
Hippogriffomon (ヒポグリフォモン, Hipogurifomon), ou HippoGryphomon en Occident, est un digimon oiseau mythique, de niveau ultime, et de type donnée.

### Hookmon
フックモン (Hukkumon) est un digimon mutant, de niveau champion, et de type virus. Hookmon est un digimon pirate doté d'un seul œil. Il s'aventure dans les mers du digimonde à la recherche du fantôme du Whamon blanc, faisant face à tous les obstacles, même à une mer déchaînée. Son bras droit est devenu un crochet, et une fois qu'il a attrapé sa proie.

### Hyogamon
Hyogamon (ヒョーガモン, Hyōgamon), aussi prononcé Hyougamon, est un digimon de glace, de niveau champion, et de type virus. Il s'agit d'une espèce d'Ogremon qui habite dans des endroits froids. Très territorial, il attaque avec rage quiconque ose mettre un pied sur son territoire (apparemment, il semble souvent entrer en conflit territorial avec Mojyamon). Il apparaît pour la première fois dans le jeu vidéo Digimon World (1999).

## I

### Icemon
Ses attaques sont : iceberg bombe, attaque stalactite.

### Imperialdramon
Ses attaques sont : canon positron, méga crash.

## J

### J-Mojyamon
Le « J » dans son nom est un diminutif de Jungle. Ses attaques sont : jungle punch, jungle kick.

### Jagamon
Ses attaques sont : patate-attaque, patate-smash.

### Jijimon
Ses attaques sont : bâton félin, croma-gnon,.

## K

### Kabukimon
Ses attaques sont : renjishi, danse shaman.

### Kabuterimon
Ses attaques sont : coléoptocorne, méga électrochocs.

### Kangaroomon
Ses attaques sont : bondissement Australie, kangou-kick.

### Kenkimon
Kenkimon (ケンキモン) est un digimon machine, de niveau cuirassé ou champion, et de type donnée. Son bras gauche étant un chariot-élévateur et son bras droit étant un tractopelle, Kenkimon est capable d'accomplir de lourds chantiers. Il ne fonctionne qu'à l'électricité et se charge à l'aide de la prise électrique qu'il a dans son dos. Dans les jeux vidéo Digimon Story: Sunburst et Moonlight, il se digivolve à partir d'Armadillomon grâce au digi-œuf de l'amitié.

### Keramon
Keramon (ケラモン) est un digimon non-identifié, de niveau disciple, et de type virus. Digivolvé à partir de Tsunemon, il possède un physique élargi et une plus grande bouche lui permettant d'absorber encore plus de données informatiques que son précédent corps. Il peut engloutir plus de 100 mégaoctets par seconde, les données étant instantanément et définitivement détruit une fois en lui. Possédant une personnalité joueuse, il pense que détruire les données n'est qu'un jeu. Pendant son attaque, gloussement démoniaque, il tire une boule de lumière en riant. Ses attaques sont : affolement réseau, gloussement démoniaque. Il apparait pour la première fois dans la première partie de Digimon, le film absorbant les données de l'ordinateur de Tai Kamiya.

### Kimeramon
Kimeramon (キメラモン, Kimeramon), parfois typographié Chimeramon, ou prononcé Chimairamon, est un digimon hybride, de niveau ultime, et de type virus. Il est une composite dont chaque partie du corps a été greffée depuis un digimon différent. La manière dont ces greffes ont été effectuées reste un mystère. Certains pensent que Kimeramon est un prototype de Machinedramon alors que d'autres pensent qu'il a été créé pour le vaincre. Il possède deux bras de Devimon, un bras de Skullgreymon, un bras de Kuwagamon, les ailes d'Angemon et d'Airdramon, le casque de Kabuterimon, le torse de Greymon, la queue de Monochromon et les pattes de Garurumon. Il possède un réel pouvoir de destruction.

### Knightmon
Knightmon (ナイトモン) est un digimon guerrier, de niveau ultime, et de type donnée. Knightmon possède une armure lourde et robuste faite à base de chrome digizoïd. Il possède suffisamment de puissance pour lever son énorme épée. D'après une théorie, il porterait cette armure afin d'apprivoiser son incontrôlable puissance. Également, Knightmon est un personnage dévoué, prêt à servir, et possédant une personnalité très loyale. Ses attaques sont : assaut Excalibur, épée titan.
Knightmon apparait pour la première fois dans un épisode de la deuxième saison de l'anime, Digimon Adventure 02 (2000). Il apparait aussi dans le virtual pet Digimon Pendulum. Knightmon apparait aussi dans le jeu vidéo Digimon World 2003 (2002) comme gardien invincible qui protège l'entrée d'Asuka City à un moment dans le jeu. Il aide également Mikey Kudo dans la sixième saison de l'anime, Digimon Fusion (2010).

### Kokuwamon
Ses attaques sont : micro-pinces cisailles, micro-électrochoc.

### Koromon
Koromon (コロモン) est un digimon de niveau entrainement, et de type donnée. Koromon ressemble à une petite tête rose dotée de deux antennes. Comme tout digimon entrainement, sa capacité à combattre est limitée, voire impossible, et ne peut qu'intimider ses adversaires en projetant des bulles depuis sa bouche (bulles-attaque). Koromon est présent dans la quasi-totalité des produits dérivés de la franchise. Dans les deux premières saisons de l'anime, Digimon Adventure et Digimon Adventure 02, il est le stade inférieur d'Agumon, partenaire de Tai Kamiya. Il apparait dans Digimon le film, digivolvé à partir de Botamon. Dans le jeu vidéo Digimon World (1999), Koromon est un digimon jouable.

### Kunemon
Kunemon (クネモン) est un digimon larvaire, de niveau disciple, et de type virus. Les jeunes digimon insectoïde étant très rares parmi les digimon, sa forme évoluée reste méconnue, mais Kunemon est une autre forme d'insecte dans la veine de Kabuterimon. Il est également malicieux. Il génère de l'électricité grâce à des antennes (soie électrique). Ses attaques sont : bave venimeuse, soie électrique,.

### Kurisarimon/Chrysalimon
Chrysalimon (クリサリモン, Kurisarimon) est un digimon non-identifié de niveau champion, et de type virus. Il est la digivolution de Keramon qui se transformera en une sorte de chrysalide afin de conserver son énergie et de se transformer en un digimon beaucoup plus puissant. Pour cette raison, il est complètement incapable de bouger, mais peut toujours attaquer ses adversaires à l'aide des tentacules qui sortent de son dos. Ses attaques sont : déconnexion programme, broyeur de données,.

### Kuwagamon
Kuwagamon (クワガーモン, Kuwagāmon) est un digimon insectoïde, de niveau champion, et de type virus. Comme pour Kabuterimon, il possède des capacités de combat typiques aux résidents de l'Île des fichiers binaires. Il possède une épaisse carapace et la puissance de ses pinces est sans équivoque. Il entre habituellement et uniquement en conflit avec les Kabuterimon de type virus.
Ses attaques sont : power sabre, pince cisaille.